# Sillars

Sillars este o comună în departamentul Vienne, Franța. În 2009 avea o populație de 620 de locuitori.